# Feministická filmová teorie
Feministická filmová teorie se začala objevovat v 70. letech 20. století, v době, kdy docházelo v rámci teorie filmu ke kritice ideologie v řeči masové kultury. Hlavní proud se inspiruje sémiologií Rolanda Barthese, psychoanalýzou Jacquese Lacana a marxismem Louise Althussera. V rámci feministické teorie nastala v 70. letech tzv. druhá vlna, soustřeďující se na témata struktury moci, (ne)rovnosti a diskriminace.

## Claire Johnston
Jednou z prvních teoretiček feministické filmové teorie byla Claire Johnstonová, jež jako první nabídla kritiku genderových stereotypů na sémiotické bázi (1973) – ukázala, jakým způsobem klasická kinematografie konstruuje ideologický obraz ženy, mýtu. (Znak „žena“ může být analyzován jako struktura, kód či konvence. Reprezentuje ideologický význam, jaký „žena“ má pro muže. Žena, která je negativně zobrazovaná jako ta druhá, ne-muž.)

## Laura Mulvey
Za jednu z nejvlivnějších představitelek je označována britská teoretička filmu Laura Mulveyová. Ta bývá díky své revoluční teorii řazena do skupiny představitelů tzv.„opoziční kinematografie“ (counter cinema), kterou David Rodowick nazval „politickým modernismem“, jež za mnohé vděčí oživenému vlivu levicové avantgardy 20. a 30. let 20. století, především Bertolda Brechta.
Právě její text „Vizuální slast a narativní film“ („Visual Pleasure and Narrative Cinema“), vydaný v roce 1975 v časopisu Screen, je považován za historicky první stať feministické teorie filmu. Mulveyová zde vychází z Freudovy psychoanalýzy a jeho teorie o uspokojování lidských pudů k dosažení slasti.
Jako první z možností, které poskytuje film divákovi, uvádí Mulveyová slast z dívání se, tzv. skopofilii. Její obsedantní variantou je pak voyeurismus. Vysvětluje to tím, že film je v kině divákům předkládán jako možnost nahlédnutí do soukromí hlavních postav. Tuto iluzi podporuje nejen tma, která diváky v kině izoluje od sebe navzájem, ale také jejich pozice, která způsobuje potlačení jejich přirozeného exhibicionismu a projekci potlačené touhy na herce.
Druhá možnost vychází z narcismu a identifikace s viděným obrazem. Plátno přirovnává Mulveyová k zrcadlu (zarámování postavy) – to tvoří v procesu utváření Já dítěte důležitou roli, neboť dítě díky němu rozpoznává samo sebe. Analogicky pak divák v kině nalézá podobnosti mezi sebou a hlavním hrdinou a tímto se s ním identifikuje.
Ve světě uspořádaném nerovností pohlaví je ženě zobrazené ve filmu podle Mulveyové přisouzena pasivní exhibicionistická role, jsou do ní promítány mužské fantazie, je vnímána jako erotický objekt nejen postav na plátně, ale i jako erotický objekt diváka.
Muž je naopak v klasickém narativním filmu vnímán jako aktivní postava, která je tvůrcem příběhu a posouvá jej dopředu. Oslnivost mužské filmové hvězdy proto nevychází z erotického zpředmětnění pro pohled (to-be-looked-at-ness), ale z dokonalejšího, mocnějšího a ideálnějšího Já, se kterým se divák identifikuje.
Žena však zároveň z pohledu psychoanalýzy symbolizuje tzv. kastrační komplex, který je založen na absenci penisu jako nejviditelnějšího rozdílu mezi dvěma pohlavími. Hrozba kastrace, kterou žena ve filmu představuje, spouští dva mechanismy, umožňující se této hrozbě vyhnout – voyeurismus a fetišismus. V prvním případě vychází slast z prokázání viny (pomocí zkoumání ženy, odhalení jejího tajemství). Ve druhém případě jde o úplné popření kastrace a její nahrazení fetišistickým předmětem či přeměnou zobrazené postavy ve fetiš. Příkladem mohou být filmy Josefa von Sternberga s Marlene Dietrich v hlavní roli. Oba mechanismy, voyeurismus i fetišismus, se pak projevují ve filmech Alfreda Hitchcocka, např. ve Vertigu či Okně do dvora.
Přínosem Mulveyové byl nový pohled film jako symbolické médium, které stejně jako ostatní součásti masové kultury formují diváky jako buržoazní subjekty. Pro ukotvení své teorie genderované subjektivity, používala Lacanovu psychoanalýzu.
I přes fakt, že na stať Mulveyové se sneslo množství kritiky (zejména proti využívání primárně patriarchálního nástroje – psychoanalýzy, nereflektování rozdílů mezi ženami, fenoménů jako např. masochismus) zůstává její text zásadním mezníkem ve feministické filmové kritice.

## Český film
V české filmové tvorbě se pokusila jako jedna z prvních filmových tvůrkyň narušit stereotypní pohled na umělecké ztvárnění rolí žen a mužů režisérka a scenáristka Věra Chytilová, čelná představitelka tzv. „nové vlny“ 60. let 20. století v československém filmu. Ve svých dílech (Sedmikrásky – 1966, Ovoce stromů rajských jíme – 1969, Hra o jablko – 1976, Faunovo velmi pozdní odpoledne – 1983, Šašek a královna – 1987) se snažila svým uměleckým přístupem vypořádat s mravním úpadkem společnosti a pomocí osvobozeného pohledu kamery ve zhmotnění času a prostoru rozbít dosavadní stereotypní umělecké vnímání lidských životů. Uvolněním pohledu diváka a důrazem na nutnost vlastní myšlenky k pochopení předkládaných obrazů se blíží k pozicím objasňovaným Laurou Mulvey. Ve svých ženských postavách viděla (obdobně jako Julia Kristeva) něco, co nemůže být zcela reprezentováno, jejím uměleckým ztvárněním byly ženy prezentovány jako osobnosti nad jakoukoli moc a ideologii.